# Kerewan Demba
Kerewan Demba ist eine Ortschaft im westafrikanischen Staat Gambia.
Nach einer Berechnung für das Jahr 2013 leben dort etwa 702 Einwohner, das Ergebnis der letzten veröffentlichten Volkszählung von 1993 betrug 489.

## Geographie
Kerewan Demba in der Central River Region im Distrikt Niamina East liegt am linken Ufer des Gambia-Flusses. Der Ort liegt rund 2,8 Kilometer östlich von Kundang.